# Liste der Baudenkmale in Lawrence
Die Liste der Baudenkmale in Lawrence umfasst alle vom New Zealand Historic Places Trust (NZHPT) als „Historic Place“ oder „Historic Area“ eingestuften Baudenkmale und Flächendenkmale der neuseeländischen Ortschaft Lawrence. Die Angaben stammen aus dem Register des NZHPT. Die Bezeichnungen der Baudenkmale orientieren sich an diesem Register. In die Liste werden auch bekannte Wahi Tapu (Area), kulturell und religiös bedeutsame Stätten und Gebiete der Māori, aufgenommen. Sie werden jedoch meist nicht publiziert.

| Bild           | Bezeichnung                                              | Ort      | Anschrift                                                       | Beschreibung | Bauzeit               | Eintrag            | Nummer | Kat. |
| -------------- | -------------------------------------------------------- | -------- | --------------------------------------------------------------- | --- | --------------------- | ------------------ | ------ | ---- |
| weitere Bilder | Gabriel’s Gully                                          | Lawrence | Ecke Gabriels Gully Road / Blue Spur Road, Gabriels Gully Karte | Überreste des Goldabbaus, Gabriels Gully war der erste bedeutende Goldfund in Otago, siehe Goldrausch in Otago                                                      | 1863 bis 1930er Jahre | 20. Februar 2009   | 7789   | 1    |
| weitere Bilder | St Patricks Church School and Hall                       | Lawrence | 13 Colonsay Street Karte                                        | ehemalige kirchliche Schule, später für Veranstaltungen genutzt | 1871–1872             | 19. April 1990     | 2248   | 1    |
| weitere Bilder | Wardens Court (Former)                                   | Lawrence | 4 Colonsay Street Karte                                         | Mehrzweckbau aus der Goldgräberzeit, heute Wohnhaus | 1870 (ca.)            | 14. Februar 1991   | 5184   | 1    |
| BW             | Anthem House                                             | Lawrence | 17 Lancaster Street Karte                                       | Wohnhaus | 1902                  | 2. April 2004      | 2242   | 2    |
| weitere Bilder | Athenaeum                                                | Lawrence | 9 Ross Place Karte                                              | Bibliotheksgebäude | 1890 (ca.)            | 19. April 1990     | 5210   | 2    |
| weitere Bilder | Bank of New South Wales                                  | Lawrence | Ecke Peel Street/Ross Place Karte                               | ehemaliges Bankgebäude der Bank of New South Wales | 1929 (ca.)            | 19. April 1990     | 5216   | 2    |
| weitere Bilder | Bank of New Zealand Building                             | Lawrence | 25 Ross Place Karte                                             | Filiale der Bank of New Zealand | 1886 (ca.)            | 19. April 1990     | 5214   | 2    |
| BW             | Building (Octagonal Chimneys)                            | Lawrence | 27 Ross Place Karte                                             | Wohnhaus | 1880 (ca.)            | 19. April 1990     | 5237   | 2    |
| BW             | Chinese Joss House („Chinesisches Räucherhaus“)          | Lawrence | 12 Maryport Street Karte                                        | ehemaliges Versammlungshaus der chinesischen Klans Panyu und Fah, später wurden in einem Raum Tote und Schwerkranke aufgebahrt, im anderen befand sich ein Schrein. | 1869                  | 1. Juli 1993       | 5185   | 2    |
| weitere Bilder | Lawrence Post Office                                     | Lawrence | Ecke 2 Colonsay Street und Peel Street Karte                    | ehemaliges Postamt von Lawrence | 1866                  | 2. April 2004      | 2244   | 2    |
| weitere Bilder | Lawrence Presbyterian Church                             | Lawrence | 7 Colonsay Street Karte                                         | ehemalige presbyterianische Kirche, heute Gästehaus | 1886                  | 2. April 2004      | 2243   | 2    |
| BW             | Lodge St George                                          | Lawrence | 5 Colonsay Street Karte                                         | ehemalige Freimaurerloge | 1878                  | 2. April 2004      | 2249   | 2    |
| weitere Bilder | War Memorial and Gates                                   | Lawrence | Peel Street und Ross Place Karte                                | Denkmal für den Ersten Weltkrieg | 1925                  | 17. September 1992 | 5183   | 2    |
| weitere Bilder | Opportunity Shop (Former F. Martin Building)             | Lawrence | 35 Ross Place Karte                                             | Laden | 1905 (ca.)            | 19. April 1990     | 5215   | 2    |
| weitere Bilder | Shops                                                    | Lawrence | 26 - 28 Ross Place Karte                                        | Läden | 1904 (vor)            | 19. April 1990     | 5212   | 2    |
| BW             | Value Rite Shop (Combined Rural Traders)                 | Lawrence | 20 Ross Place Karte                                             | Laden | n.a.                  | 19. April 1990     | 5213   | 2    |
| BW             | Wool Table Building                                      | Lawrence | 15 Ross Place Karte                                             | Laden | 1880                  | 19. April 1990     | 5236   | 2    |
| BW             | Whareview                                                | Lawrence | 3 Iona Street Karte                                             | Wohnhaus | 1870                  | 17. Dezember 1993  | 7121   | 2    |
| weitere Bilder | Holy Trinity Anglican Church Bell Tower                  | Lawrence | 9 Whitehaven Street Karte                                       | Hölzerner Glockenturm | 1894                  | 24. Juni 2005      | 2245   | 2    |
| weitere Bilder | St Patrick's Church (Catholic)                           | Lawrence | 12 Colonsay Street und Lancaster Street Karte                   | Kirche, katholische | 1891                  | 20. August 2010    | 2247   | 2    |
| BW             | Lawrence Chinese Camp Historic Area                      | Lawrence | Rapid No. 116, Beaumont Highway (State Highway 8) Karte         | Ort eines ehemaligen Lagers von bis zu 500 im Goldbergbau beschäftigten Chinesen zu Zeiten des Otago-Goldrausches                                                   | n.a.                  | 12. September 2003 | 7526   | HA   |
| BW             | Lawrence Chinese Graves Historic Area, Lawrence Cemetery | Lawrence | Gabriel Street Karte                                            | Chinesengräber aus der Goldgräberzeit auf dem Friedhof von Lawrence                                                                                                 | n.a.                  | 25. Juni 2004      | 7546   | HA   |